# Стаціонарний фронт

Позначення стаціонарного фронту на синоптичних картах

Стаціонарний фронт — атмосферний фронт між теплою і холодною повітряними масами, що не рухається. Коли теплий або холодний фронт перестає переміщатися, він стає стаціонарним фронтом. Як правило, за кілька днів стаціонарний фронт розсіюється, або починає зміщуватись в той чи інший бік. Якщо ця границя продовжує свій поступальний рух, він знову стає теплим або холодним фронтом.